# Nicole Koller
Nicole Koller (Wetzikon, 2 de mayo de 1997) es una deportista suiza que compite en ciclismo en las modalidades de ruta y montaña.
Ganó dos medallas de oro en el Campeonato Mundial de Ciclismo en Ruta, en los años 2022 y 2023, en la prueba de contrarreloj por relevos mixtos.
En montaña obtuvo tres medallas en el Campeonato Europeo, en los años 2024 y 2025.

## Medallero internacional
| Campeonato Mundial | Campeonato Mundial     | Campeonato Mundial | Campeonato Mundial              |
| Año                | Lugar                  | Medalla            | Competición                     |
| ------------------ | ---------------------- | ------------------ | ------------------------------- |
| 2022               | Wollongong (Australia) | Medalla de oro     | Contrarreloj por relevos mixtos |
| 2023               | Glasgow (Reino Unido)  | Medalla de oro     | Contrarreloj por relevos mixtos |

| Campeonato Europeo | Campeonato Europeo         | Campeonato Europeo | Campeonato Europeo   |
| Año                | Lugar                      | Medalla            | Competición          |
| ------------------ | -------------------------- | ------------------ | -------------------- |
| 2024               | Cheile Grădiștei (Rumania) | Medalla de bronce  | Campo a través corto |
| 2025               | Melgaço (Portugal)         | Medalla de bronce  | Campo a través       |
| 2025               | Melgaço (Portugal)         | Medalla de plata   | Campo a través corto |